# Dorfkirche Fergitz

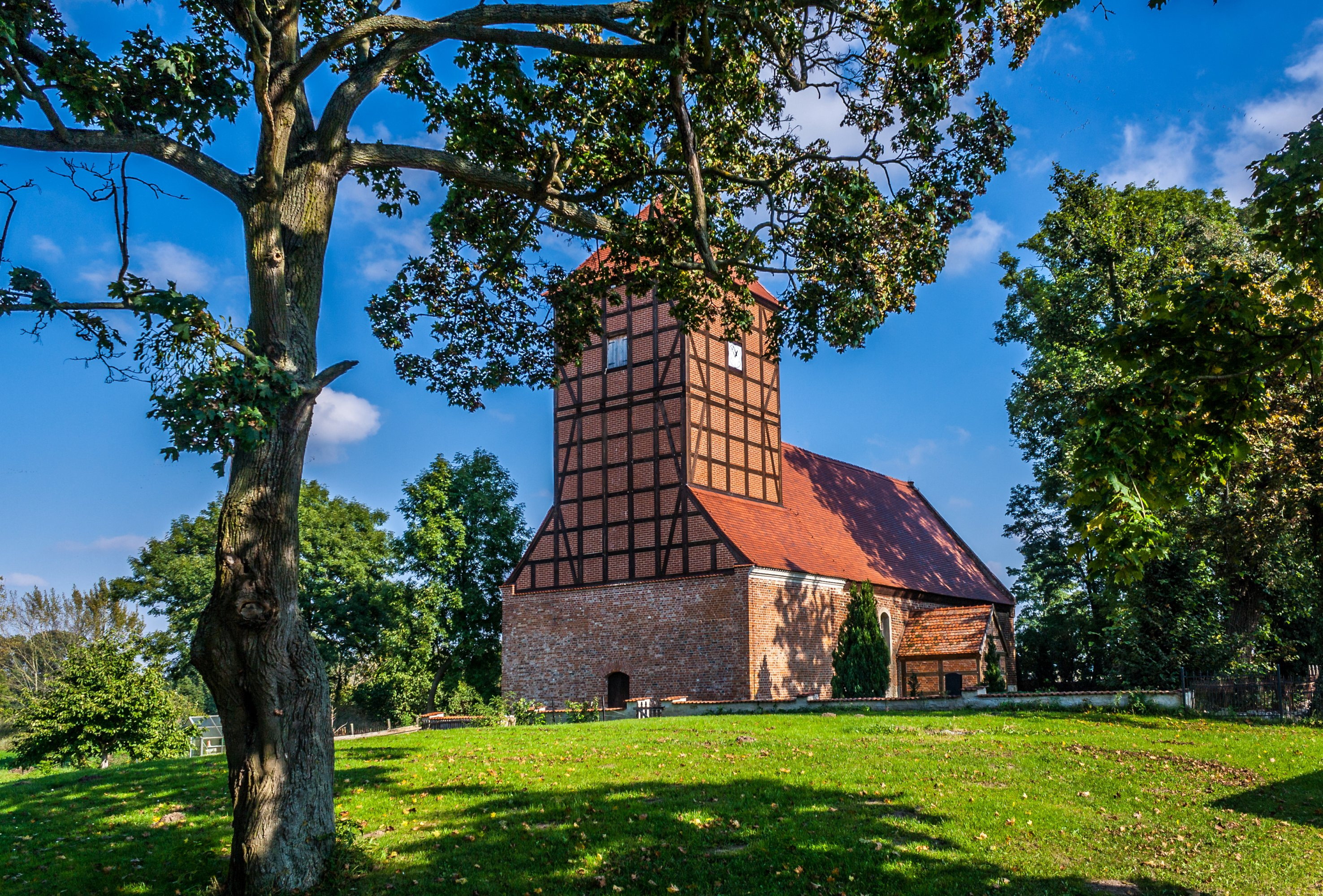
Dorfkirche Fergitz

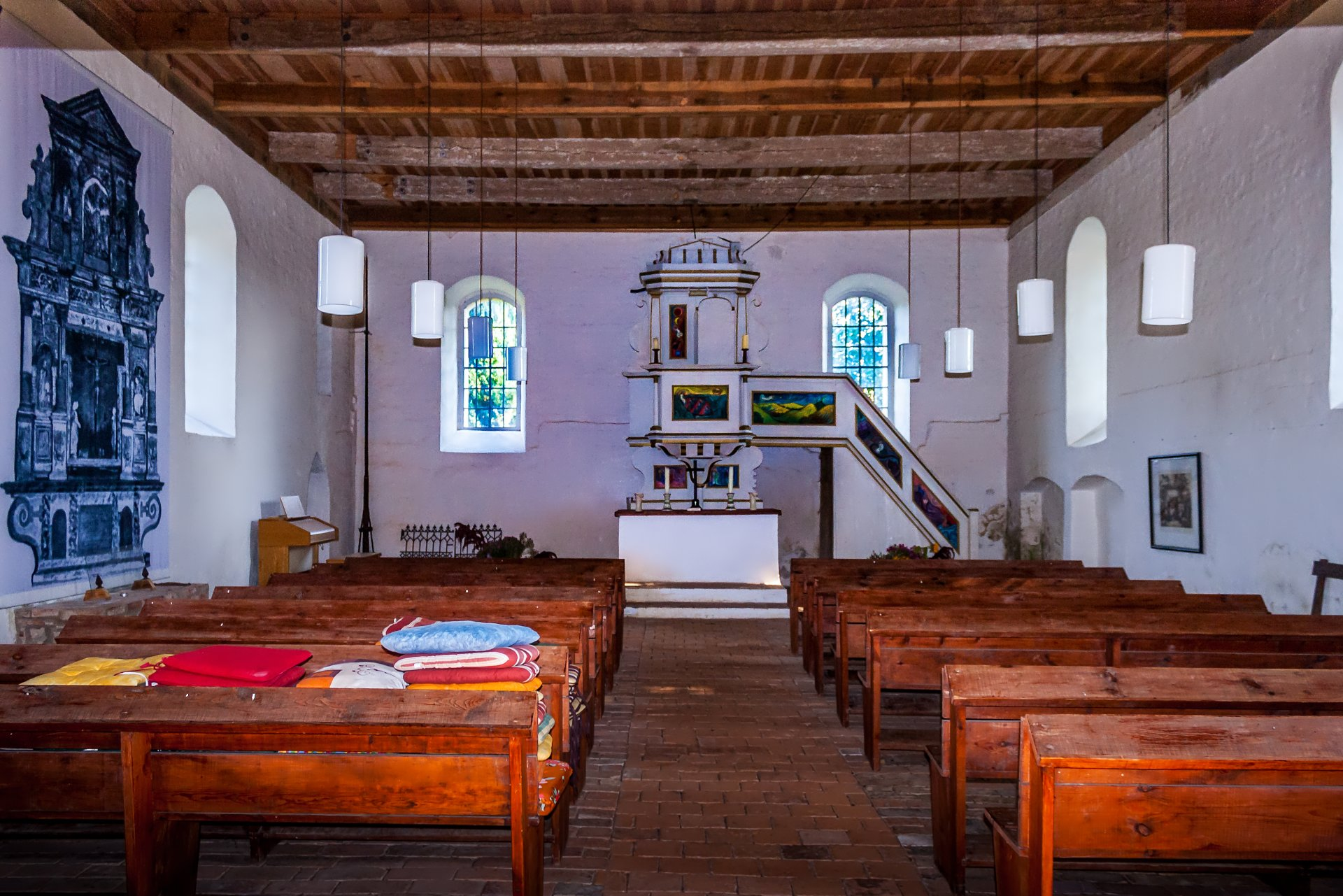
Innenansicht

Die evangelische Dorfkirche Fergitz ist eine gotische Saalkirche im Ortsteil Fergitz von Gerswalde im Landkreis Uckermark in Brandenburg. Sie gehört zur Kirchengemeinde Gerswalde im Kirchenkreis Uckermark der Evangelischen Kirche Berlin-Brandenburg-schlesische Oberlausitz.

## Geschichte und Architektur
Die Kirche ist ein sorgfältig ausgeführter, flachgedeckter rechteckiger Backsteinsaal auf Feldsteinsockel mit nördlich angebauter Sakristei aus der ersten Hälfte des 14. Jahrhunderts. Seit dem Jahr 2003 erfolgten umfangreiche Restaurierungsarbeiten. Der schiffsbreite Westturm aus Backstein und die Fachwerkvorhalle (2003 erneuert) im Süden wurden 1727 angefügt, der Turmaufsatz wurde in Fachwerk 1866 erneuert. Die Fenster im wurden im 18. Jahrhundert stichbogig verändert, original ist das vermauerte Mittelfenster der Ostwand mit gestuftem Gewände; im Giebel darüber sind drei hohe Rundbogenblenden angeordnet. Das Innere ist mit einer Balkendecke (ehemals auf einem von einer zentralen Holzstütze getragenen Längsbalken) und einer Westempore ausgestattet. Am Ostende der Südwand sind zwei Stichbogennischen ausgespart.
Die Sanierungsmaßnahmen seit 2003 konnten den drohenden Verfall der Kirche abwenden. Sie werden von einem Förderverein unterstützt, der bemüht ist, die Kirche an den Wochenenden geöffnet zu halten.

## Ausstattung
Das Hauptstück der Ausstattung ist ein hölzerner Kanzelaltar aus dem 18. Jahrhundert; auf den Paneelen sind Malereien von 1980/1990 zu finden. Holzreliefs eines Altaraufsatzes aus der Zeit um 1600 stellen die Himmelfahrt und vier Evangelisten dar und sind mit moderner Fassung versehen; sie werden im Pfarrhaus in Flieth aufbewahrt.
Zu den liturgischen Gefäßen gehören ein silbervergoldeter Kelch und Patene aus dem 15. Jahrhundert, ein zinnerner Kelch aus dem 18. Jahrhundert, eine Patene von 1700 ebenfalls aus Zinn und eine Taufschale aus Messing aus dem Jahr 1719. Zwei Totentafeln aus Holz stammen aus den Jahren 1736 und 1782.